# ジョルジニオ・リュテール
ジョルジニオ・リュテール（Georginio Rutter、2002年4月20日 - ）は、フランス・プレスコップ出身のサッカー選手。ブライトン・アンド・ホーヴ・アルビオンFC所属。ポジションはFW。フランス語での発音は英語と同様「ラター」に近い。

## クラブ経歴
2017年にスタッド・レンヌの下部組織に入団し、2020年9月26日、リーグ・アンのASサンテティエンヌ戦にて途中交代でトップチームデビューを果たした。12月9日には、UEFAチャンピオンズリーグ 2020-21のセビージャFCとの試合でプロ初ゴールを決めた。
2021年2月1日、ブンデスリーガのTSG 1899ホッフェンハイムに移籍し、5年半契約を結んだ。2月18日にUEFAヨーロッパリーグ 2021-22・モルデFKとの試合でデビューを果たすと21日のヴェルダー・ブレーメン戦では移籍後初得点を挙げて、最終的に公式戦64試合に出場して11ゴール11アシストを記録した。
2023年1月14日、プレミアリーグのリーズ・ユナイテッドFCと2028年までの5年半契約を締結した。背番号は24番を着用し、詳細な移籍金を非公開であるもののクラブ史上最高額での移籍であると発表された。
2024年8月19日、ブライトン・アンド・ホーヴ・アルビオンFCに移籍した。10月6日、トッテナム・ホットスパーFC戦では、1ゴール1アシストを記録し、逆転勝利に貢献した。

## 人物
父親はマルティニーク出身、母親はレユニオン出身といずれもフランスの海外領土出身である。